# Go Girl 〜恋のヴィクトリー〜
『Go Girl 〜恋のヴィクトリー〜』（ゴー・ガール こいのヴィクトリー）はモーニング娘。の20枚目のシングル。2003年11月6日に発売された。

## 概要
6期加入後2枚目のシングルで記念すべき20枚目のシングル。本作は木曜日に発売。元々はカップリング曲である「恋ING」がシングル予定であった。初回限定盤と通常盤の2形態で発売。

## 収録曲
- 全作詞・作曲：つんく / 全編曲：鈴木Daichi秀行 / プロデュース：つんく♂

1. Go Girl 〜恋のヴィクトリー〜 [4:09]
2003年11月22日にフジテレビ系列で放送されたドラマ『VICTORY! 〜フットガールズの青春〜』主題歌。その関連から、しばしばハロー!プロジェクトの芸能人女子フットサルチームGatas Brilhantes H.P.のテーマソング的な曲として扱われており、フットサルの試合会場で流されたり、フットサルの関連番組で使われたりする。この曲の歌番組の曲披露では、後にGatas Brilhantes H.P.に採用されたものに似たオレンジ色を主体としたサッカーのユニフォーム風の衣装を着て歌ったこともある。
モーニング娘。のシングルで数少ないソロパートの無いユニゾン形式の楽曲で、メンバーは3人、4人にグループ分け（●赤・●黄・●青・〇白）されている。
ミュージック・ビデオには各メンバーがカメラに向かって「好き」と囁くシーンが収録されている。
2007年9月26日に発売されたコンピレーションアルバム『つんく♂ベスト作品集（上）「シャ乱Q 〜モーニング娘。」 〜つんく♂芸能生活15周年記念アルバム〜』に収録されており、付属のブックレットにはこの曲のパート割りが記載されている。
ハロプロ台湾のユニット、アイスクリー娘。の1stミニアルバム『1st最高!』には本曲の中国語Ver.が収録。
同じくハロプロ台湾のグループ大小姐の1stミニアルバムにも「GO GO Girl」として本曲の中国語Ver.が収録。
2. 恋ING [5:22]
タイトルは「こいアイエヌジー」と読み、恋愛に進行形の「ing」を合わせたもの。
3. Go Girl 〜恋のヴィクトリー〜 (Instrumental) [4:09]

## 参加メンバー
- 1期：飯田圭織・安倍なつみ
- 2期：矢口真里
- 4期：石川梨華・吉澤ひとみ・辻希美・加護亜依
- 5期：高橋愛・紺野あさ美・小川麻琴・新垣里沙
- 6期：藤本美貴・亀井絵里・道重さゆみ・田中れいな

## 参加ミュージシャン
- モーニング娘。：Chorus (#2)
- つんく♂：Chorus (#1)
- 鈴木 "Daichi" 秀行：All Instruments (#1, #2)
- 稲葉貴子：Chorus (#1)
- 竹内浩明：Chorus (#1)

## 収録アルバム
- ベスト! モーニング娘。2
- モーニング娘。 ALL SINGLES COMPLETE 〜10th ANNIVERSARY〜